# 305-mm-L/52-Kanone M1907
Die 305-mm-L/52-Kanone M1907 war ein Schiffsgeschütz der Kaiserlich-Russischen Marine. Sie wurde ebenfalls als Küstengeschütz und Eisenbahngeschütz eingesetzt. 1907 entwickelt, blieben die beiden letzten Varianten der Kanone bis 1991 in Dienst.

## Entwicklung
Die Entwicklung der Kanone begann 1906 im  Obuchow-Werk (Обуховский завод, später Петроградский государственный орудийный оптический и сталелитейный завод «Большевик») in Sankt Petersburg. Der Vorläufer, die 305-mm-L/40 (12″) M1895, ebenfalls von Obuchow nach einem Entwurf von Canet, hatte sich grundsätzlich bewährt, jedoch entsprachen die Leistungen der Kanonen den in der Zwischenzeit schnell gewachsenen Forderungen, vor allem in Hinblick auf die Reichweite und Durchschlagsleistung, nicht mehr.
Wegen der schlechten Qualität des Stahls mussten – zwecks Reduzierung des Gasdrucks – die verwendeten Treibladungen der Granaten verkleinert werden. Um dennoch die gleichen ballistischen Werte zu erreichen, wurde im Gegenzug die Länge der Geschützrohre um zwei Kaliber von ursprünglich 50 auf 52 Kaliber angehoben. Der erste Prototyp wurde 1907 fertiggestellt. Die russische Marineführung bestellte zunächst zwanzig Stück der neuen Kanone, die bis Ende 1907 ausgeliefert werden sollten, und 178 weitere Exemplare für die Folgejahre. Davon konnten 126 bis 1917 ausgeliefert werden, 1917/18 folgten weitere 42 Kanonen, bis 1921 nochmals 14. Im Jahr 1922 befanden sich 29 Kanonen in unterschiedlichen Stadien der Fertigung.

## Konstruktion

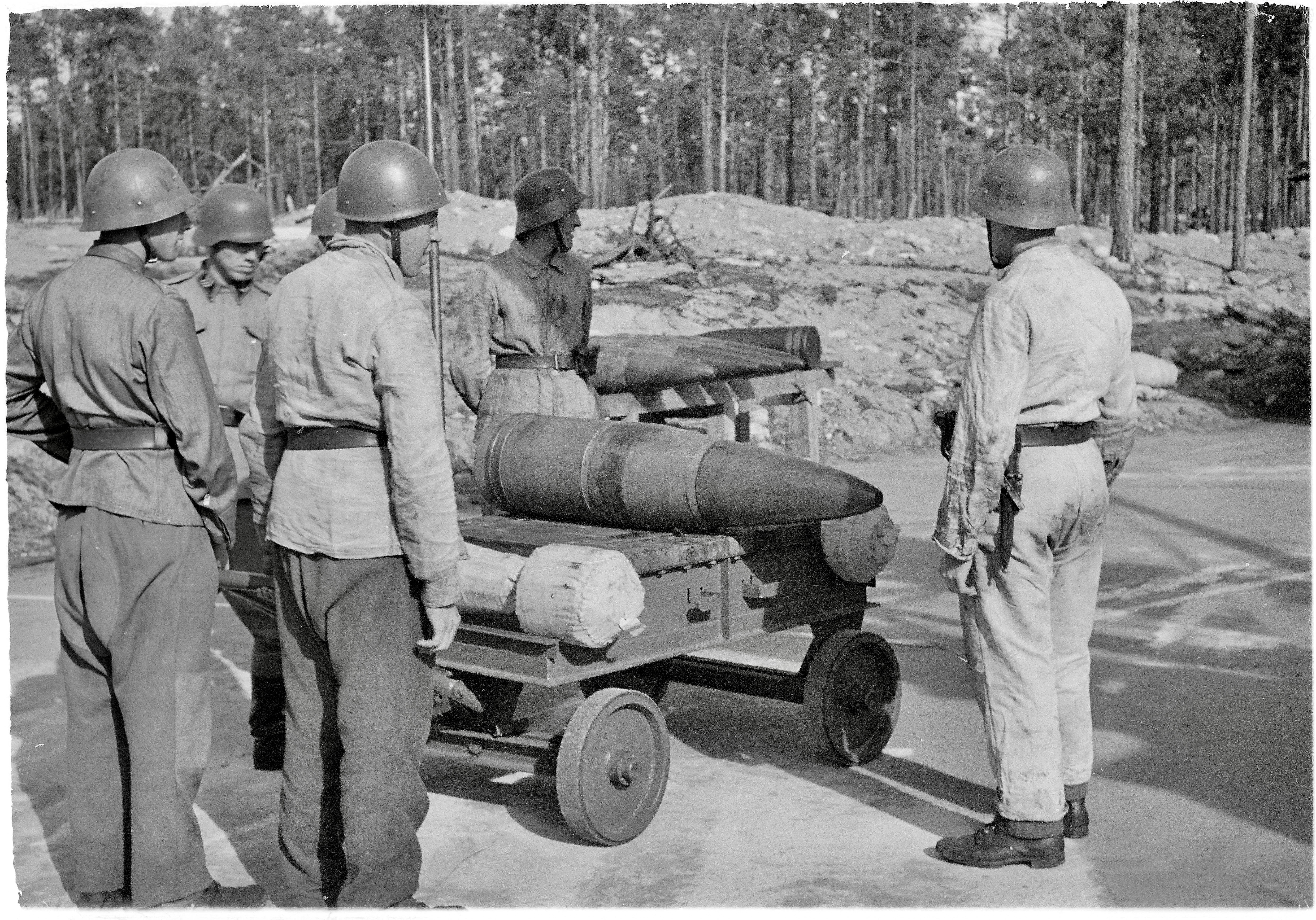
470 kg Granaten, Finnland 1943

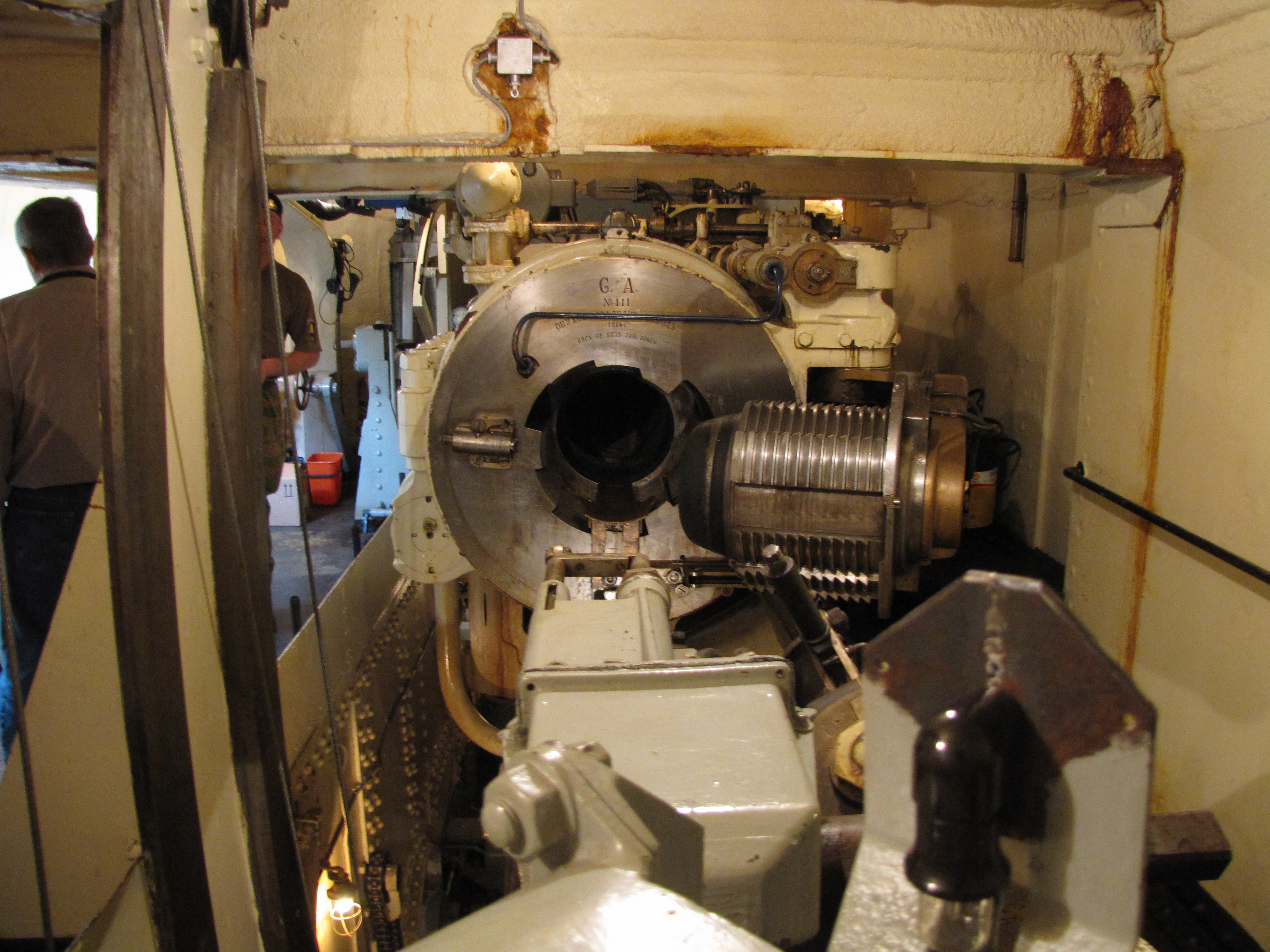
Verschlusskonstruktion

Die Kanone bestand aus einem Seelenrohr (Rohr A), mehreren sich überlappenden Mantelrohren (Rohre B bis D) und dem Bodenstück. Ein weiterer Ring diente zur Verbindung mit der Rohrwiege. Zum Einsatz kam ein Schraubenverschluss. Ein mit Schraubengewinden versehener Block greift in entsprechende Muttergewinde der Rohrwandung ein, verriegelt das Rohr und schließt es nach hinten ab. Das genaue Kaliber betrug 304,8 mm (12,0″). Die hydraulischen Rohrbremsen befinden sich unterhalb des Rohres. Die Waffe wurde mit elektrischen Richtantrieben ausgerüstet.
Verschossen wurden verschiedene Granaten mit Gewichten von 314 bis 470 kg, die überschweren Granaten mit einem Gewicht von 581 kg wurden wegen unzureichender Leistungen in der Praxis nicht verwendet. Die Treibladungen wurden in Kartuschbeuteln geladen, das Ladungsgewicht lag zwischen 137 und 157 kg. In Abhängigkeit von Granate und Treibladung betrug die maximale Reichweite zwischen 29 km (470-kg-Granate) und 45 km (314-kg-Granate). Auf 9.140 m wurden 352 mm Panzerung durchschlagen, auf 18.290 m 207 mm und auf 27.430 m noch 127 mm.
Die in der St. Petersburger Metallfabrik hergestellten Drillingstürme für die Schlachtschiffe erhielten später die Bezeichnung MK-3-12. Verwendet wurde eine modifizierte Lafettierung der 305-mm-L/40 (12″) M1895. Konstruktiv ähnlich waren die Zwillings- (MB-2-12) und Drillingstürme (MB-3-12) für die Küstenartillerie ausgelegt. Erstmals kamen für die Drehringe der Türme statt Rollen Kugellager zum Einsatz, dabei betrug der Kugeldurchmesser 152 mm. Die Stärke der Panzerung der Vorder- und Seitenwände betrug 254 mm, des Turmdachs 100 mm und der Rückwand – bedingt durch den Gewichtsausgleich – 305 mm. Das Gesamtgewicht eines Turms lag bei 872 t. Die Türme für die Linienschiffe der Schwarzmeerflotte unterschieden sich von den anderen Türmen durch eine verstärkte Panzerung. Sowohl die Türme für Schiffsgeschütze als auch für die Küstenartillerie wurden später modifiziert, um Richt- und Feuergeschwindigkeit sowie den Höhenrichtbereich zu erhöhen. Grundsätzlich war der Seitenrichtbereich unbegrenzt, in der Praxis durch die Aufstellung an Bord jedoch eingeschränkt.
In Küstenbefestigungen kamen die Kanonen später auch in offener Einzelaufstellung und auf Krupp-Lafetten zum Einsatz.

## Varianten

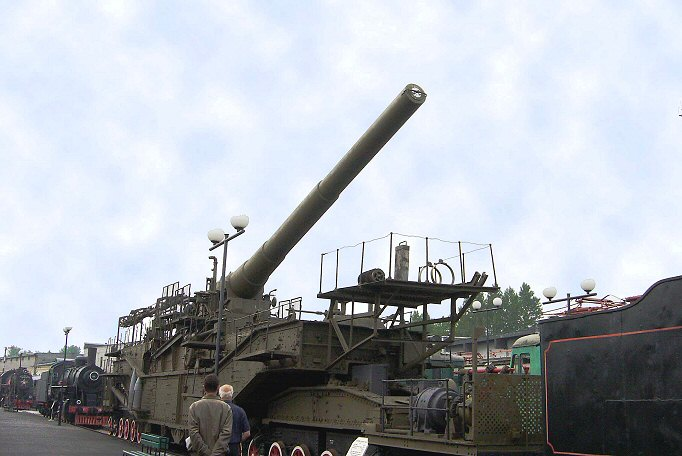
TM-3-12

Aus der Kanone wurde 1938 im Staatlichen Werk Nikolajewsk auch ein Eisenbahngeschütz unter der Bezeichnung TM-3-12 (russisch транспортер морской типа 3 калибра 12 дюймов) entwickelt. Insgesamt wurden drei Stück gebaut. Verwendet wurden die Waffen des russischen Linienschiffs Imperatriza Marija. Die in Nietkonstruktion hergestellte Lafette wird von zwei Fahrgestellen mit insgesamt 16 Achsen getragen. Jedes Fahrgestell besitzt jeweils acht Achsen. Der Höhenrichtbereich lag bei +0° bis +40°. Nach der Seite konnte es, wie bei vielen Eisenbahngeschützen üblich, nur sehr eingeschränkt um wenige Grad gerichtet werden. Zum Seitenrichten musste eine Schießkurve benutzt werden.

## Einsatz
Die Geschütze erwiesen sich insgesamt als leistungsfähige und präzise Waffen.

### Schiffsgeschütz

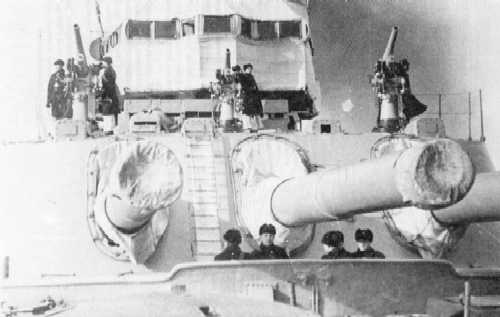
Marat, 1925

Die Kanonen wurden in Drillingstürmen als Hauptbewaffnung auf folgenden Schiffen eingesetzt:
- Gangut-Klasse:
  - Gangut (russisch Гангут), Indienststellung 1914, ab 1925 Oktjabrskaja Rewoljuzija (russisch Октябрьская революция)
  - Sewastopol (russisch Севастополь), Indienststellung 1914, ab 1921 Parischskaja Kommuna (russisch Парижская коммуна), ab 1943 wieder Sewastopol
  - Petropawlowsk (russisch Петропавловск), Indienststellung 1915, ab 1921 Marat (russisch Марат), ab 1950 Wolchow (russisch Волхов)
  - Poltawa (russisch Полтава), Indienststellung 1914, ab 1925 Michail Frunse (russisch Фрунзе)
- Imperatrizia-Marija-Klasse:
  - Imperatriza Marija (russisch Императрица Мария), Indienststellung 1915, gesunken 1916
  - Imperatriza Jekaterina Welikaja (russisch Императрица Екатерина Великая), Indienststellung 1915, ab 1917 Swobodnaja Rossija (russisch Свободная Россия), 1918 selbstversenkt
  - Imperator Alexander III. (russisch Император Александр III), ab 1917 Wolja (russisch Волю), ab 1919 General Alexejew (russisch Генерал Алексеев)
  - Imperator Nikolai I. (russisch Император Николай I), Bau kriegsbedingt nicht vollendet, ab 1917 Demokratija (russisch Демократия), 1927 abgebrochen[4]

Bemerkenswert ist das Schicksal der Kanonen der Imperator Alexander III. Am 29. April 1917 wurde das Schiff von den Sowjets übernommen und in Wolja umbenannt. Im Mai 1918 wurde sie in Sewastopol von deutschen Truppen erbeutet und nach Izmir verbracht. Am 17. Oktober 1919 kam sie unter weißrussische Kontrolle und wurde in General Alexejew umbenannt. Nach der Niederlage der weißgardistischen Truppen wurde sie in Bizerta interniert. Frankreich lehnte 1924 eine Rückgabe an die Sowjetunion ab und begann mit dem Abbruch in Bizerta, die Kanonen wurden in den dortigen Küstenbefestigungen genutzt. Zu Beginn des Zweiten Weltkrieges bot Frankreich zwölf Geschütze Finnland und Norwegen an. Zwei Transportschiffe mit insgesamt acht Kanonen erreichten Finnland, die Kanonen wurden in den dortigen ehemals russischen Küstenbefestigungen und für die erbeuteten sowjetischen Eisenbahngeschütze benutzt. Der norwegische Dampfer Nina  mit vier Kanonen wurde jedoch 1940 von deutschen Kriegsschiffen aufgebracht. Die erbeuteten Geschütze wurden bis zum Kriegsende auf Guernsey eingesetzt. Die an Finnland übergebenen Geschütze fielen nach dem Ende des Zweiten Weltkrieges wieder in sowjetische Hände.

### Küstengeschütz

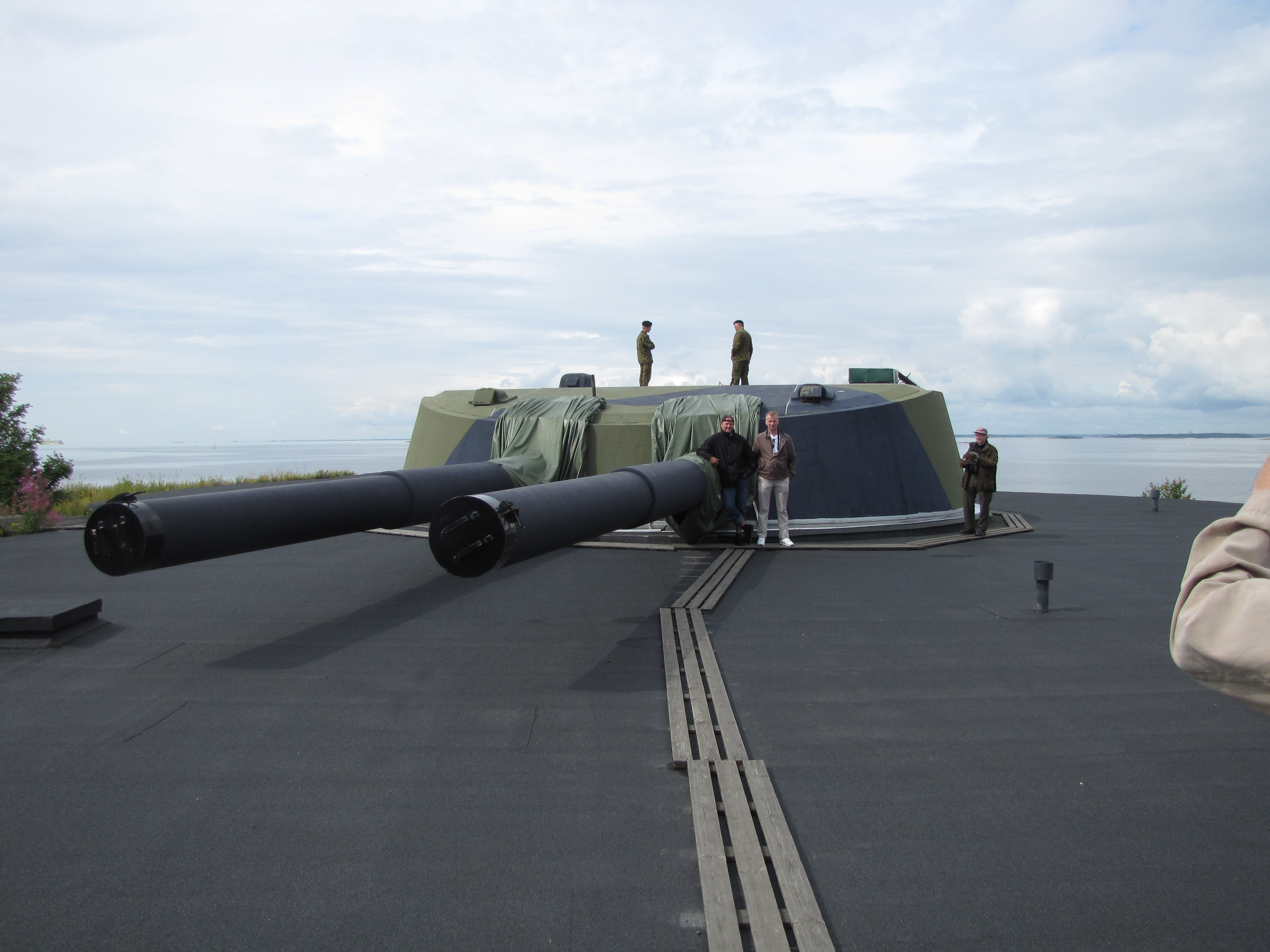
MB-2-12 in der Festung Kuivasaari (ehemals Sveaborg)

Insgesamt wurden 14 Zwillingstürme und einige Einzellafetten gebaut. Vier Batterien mit jeweils vier Geschützen kamen im Ostseeraum zum Einsatz, zwei Batterien mit jeweils vier Geschützen bei Sewastopol und zwei Batterien mit jeweils fünf Geschützen im Fernen Osten.

#### Seefestung Imperator Peter der Große
Die Seefestung Imperator Peter der Große (Морская Крепость имени Императора Петра Великого) wurde ab 1912 in der Folge der für Russland verlorengegangenen Seeschlacht von Tsushima errichtet. Aufgabe der Festung war der Schutz der Zugänge Sankt Petersburgs. Sie bestand aus insgesamt vier Befestigungslinien, deren vorderste sich von der Halbinsel Hanko über die Åland-Inseln bis Hiiumaa zieht. In der großräumig angelegten Stellung wurden verschiedene großkalibrige Geschütze eingesetzt. Die 305-mm-L/52-Kanone M1907 befand sich unter anderem in den Stellungen auf Aegna (zwei Stück) und Naissaar (vier Stück). Der Bau der Festung wurde durch den Ersten Weltkrieg verzögert. Zum Zeitpunkt des Ausscheidens Russlands aus dem Krieg 1917 war die Festung noch nicht fertiggestellt. Nach der Entlassung Finnlands in die Unabhängigkeit und der Abspaltung Estlands 1918 befanden sich Teile der Festung und damit auch die dort vorhandenen Waffen in finnischem bzw. estnischem Besitz.

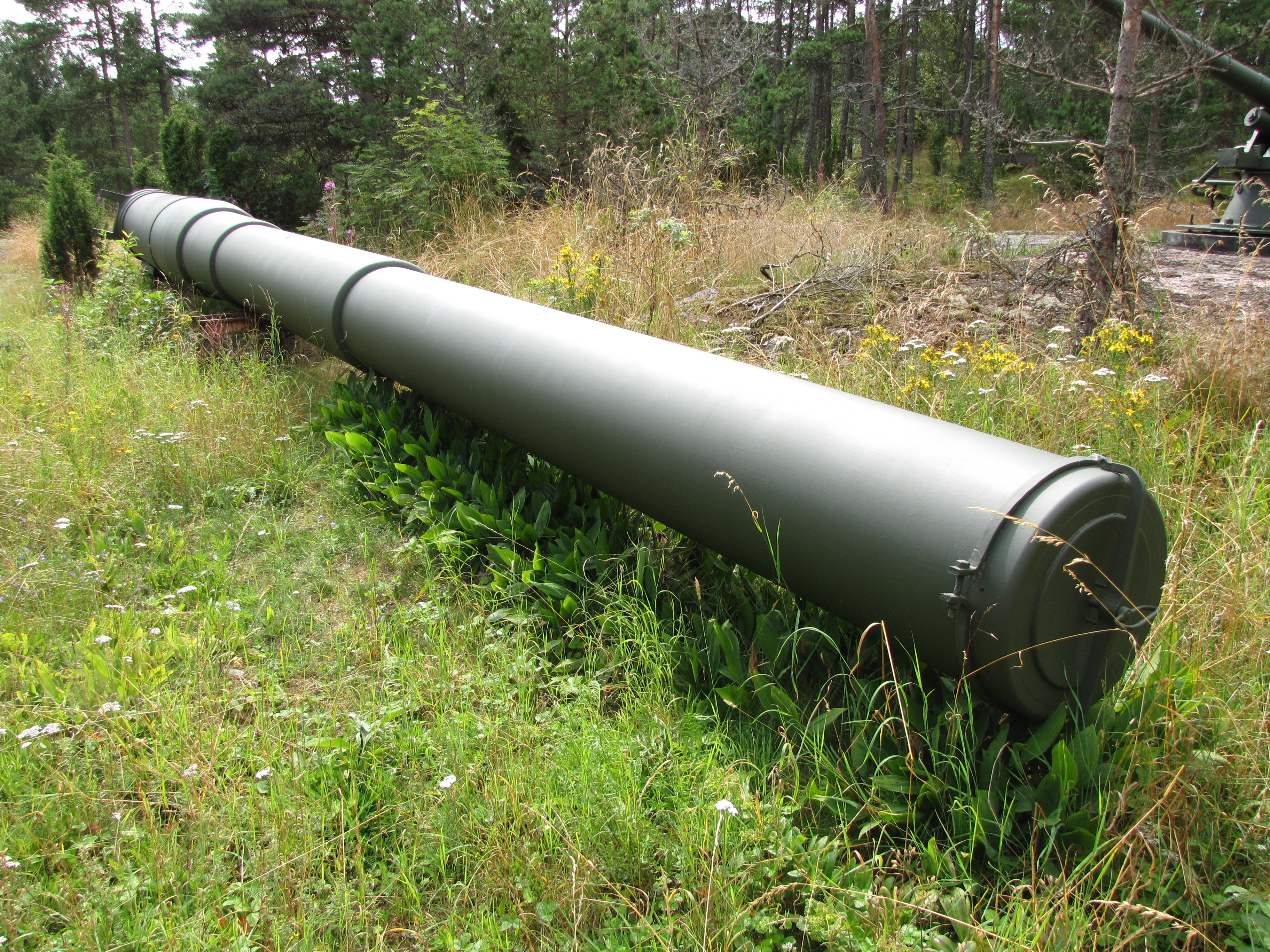
Artillerie-Ersatzrohr für 305-mm-Kanone, Insel Kuivasaari, Finnland (2009)

Die Festung Porkkala musste 1944 von Finnland im Gefolge des verlorenen Fortsetzungskriegs zwangsweise an die Sowjetunion verpachtet werden. Nach der Aufgabe der Festung im Jahre 1956 wurden die dort befindlichen 305-mm-L/52-Kanonen M1907 zerstört. Allerdings finden sich bis in das 21. Jahrhundert noch Ersatzrohre für diese 305-mm-Kanonen die beispielsweise auf der Insel Kuivasaari in Finnland aufbewahrt werden.

#### Festung Sveaborg
In der Festung Sveaborg (russisch Крепость Свеаборг) sollten insgesamt vier Batterien der Landfront mit der 305-mm-L/52-Kanone M1907 ausgerüstet werden. Wegen des Ersten Weltkrieges kamen die Arbeiten jedoch nicht mehr zum Abschluss.

#### Sewastopol
Die Waffe kam in den Panzerturmbatterien (russisch Бронебашенная батарея) BB-30 und BB-35 in Sewastopol zum Einsatz. Der Bau der Befestigungen wurde bereits im vorrevolutionären Russland geplant, aber 1914 wurden lediglich die Erdarbeiten für die Geschützbrunnen ausgeführt und einige unterirdische Gänge angelegt, danach die Baustelle konserviert. Der Bau der Geschütze war bereits 1910, der Lafetten 1913 angewiesen worden. Außer in der größeren Pulverkammer unterschieden sich die Kanonen konstruktiv nicht von den Schiffsgeschützen. Nach den kriegsbedingten Verzögerungen wurde 1932 erneut mit dem Bau der BB-30 begonnen. Die Schwesterbatterie BB-35 wurde von 1928 bis 1935 gebaut. Installiert wurden in jeder der beiden Batterien zwei Zwillingstürme des Typs MB-2-12 (МБ-2-12). Während des Zweiten Weltkrieges wurden beide Batterien durch massiven Einsatz schwerer Artillerie zerstört.
Im Jahr 1949 wurde der Wiederaufbau der Batterie BB-30 (Küstenbatterie Maxim Gorki I) im Rahmen des Wiederaufbaus des Flottenstützpunkts Sewastopol beschlossen. Anstelle der ursprünglichen Zwillingstürme wurden jedoch diesmal Drillingstürme verwendet. Der Wiederaufbau begann 1952. Die Türme wurden von der Michail Frunse entnommen, die Rohre von verschiedenen Schiffen. Zwei der Geschütze des Turmes 1 kamen von der Marat, eins aus der westlich St. Petersburg gelegenen Festung Krasnaja Gorka (russisch Красная горка). Die Rohre des Turms 2 stammten von insgesamt drei Schiffen: von der Wolchow (Волхов), der Oktjabrskaja Rewoljuzija (Октябрьская революция) und der Swobodnaja Rossija (Свободная Россия). Der technische Fortschritt hatte die Batterie jedoch bereits überholt, der letzte scharfe Schuss wurde 1958 abgegeben. Dennoch blieb die Batterie bis mindestens 1993 einsatzbereit. Die Batterie BB-35 (Küstenbatterie Maxim Gorki II) wurde nicht wieder aufgebaut.

#### Wladiwostok
Die zwei restlichen Türme des Linienschiffs der Michail Frunse wurden in einer Küstenbefestigung auf der Insel Russki in der Nähe von Wladiwostok eingesetzt.

#### Deutschland
Von deutschen Truppen erbeutete Kanonen wurden in der Batterie Mirus auf der Insel Guernsey eingesetzt. Dabei handelt es sich um die für Norwegen bestimmten Kanonen der Imperator Alexander III. Die Batterie trug ursprünglich den Namen Nina und wurde später nach dem im November 1941 in der Nähe von Guernsey gefallenen Kapitän zur See Rolf Mirus benannt. Die Geschütze wurden für die üblichen deutschen 30,5-cm-Granaten und Treibladungen umgebaut. Mit der Spr.gr. L/3,6 Bdz u. Kz (mhb) wurde eine Reichweite von 51 km erreicht, mit der Psgr. L/4,9 (mhb) eine Reichweite von 39 km.

### Eisenbahngeschütz

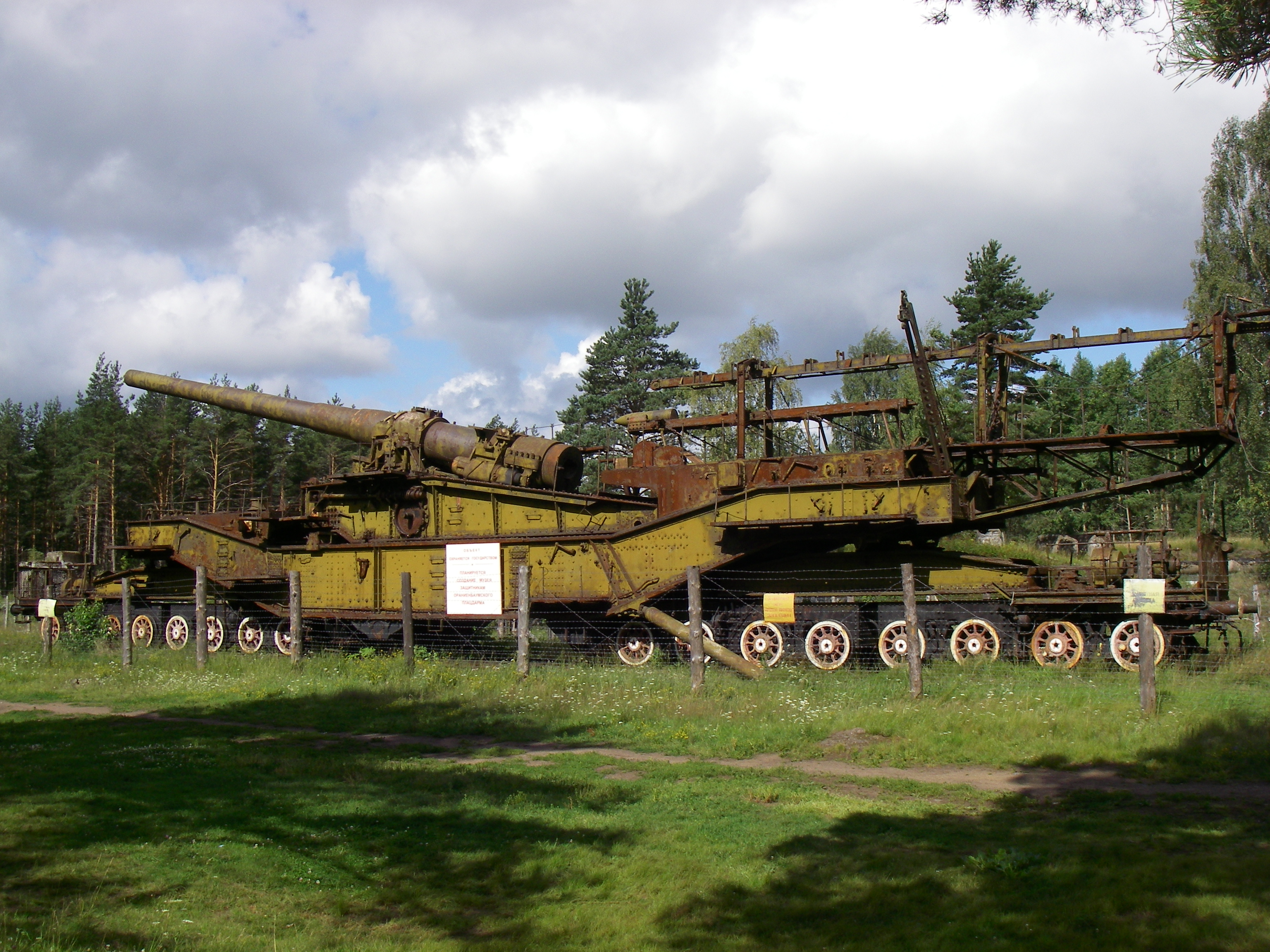
TM-3-12 im Fort Krasnaja Gorka (Красная Горка), 2007

Diese Eisenbahngeschütze kamen im Russisch-Finnischen Krieg 1939–1940 zum Einsatz. Ab Juni 1941 waren sie bei der Verteidigung des sowjetischen Flottenstützpunktes Hanko in Finnland eingesetzt. Von sowjetischen Matrosen bei der Evakuierung des Stützpunktes unbrauchbar gemacht, wurden sie von finnischen Spezialisten wiederhergestellt. Dabei wurden Geschützrohre des ehemaligen russischen Linienschiffs Imperator Alexander III. benutzt, die Finnland 1939 von Frankreich erworben hatte. Nach dem Ende des Zweiten Weltkrieges wieder in sowjetischen Besitz gelangt, wurden sie bis 1991 einsatzbereit gehalten und schließlich 1999 ausgesondert.